# 尼爾斯·托瓦茲

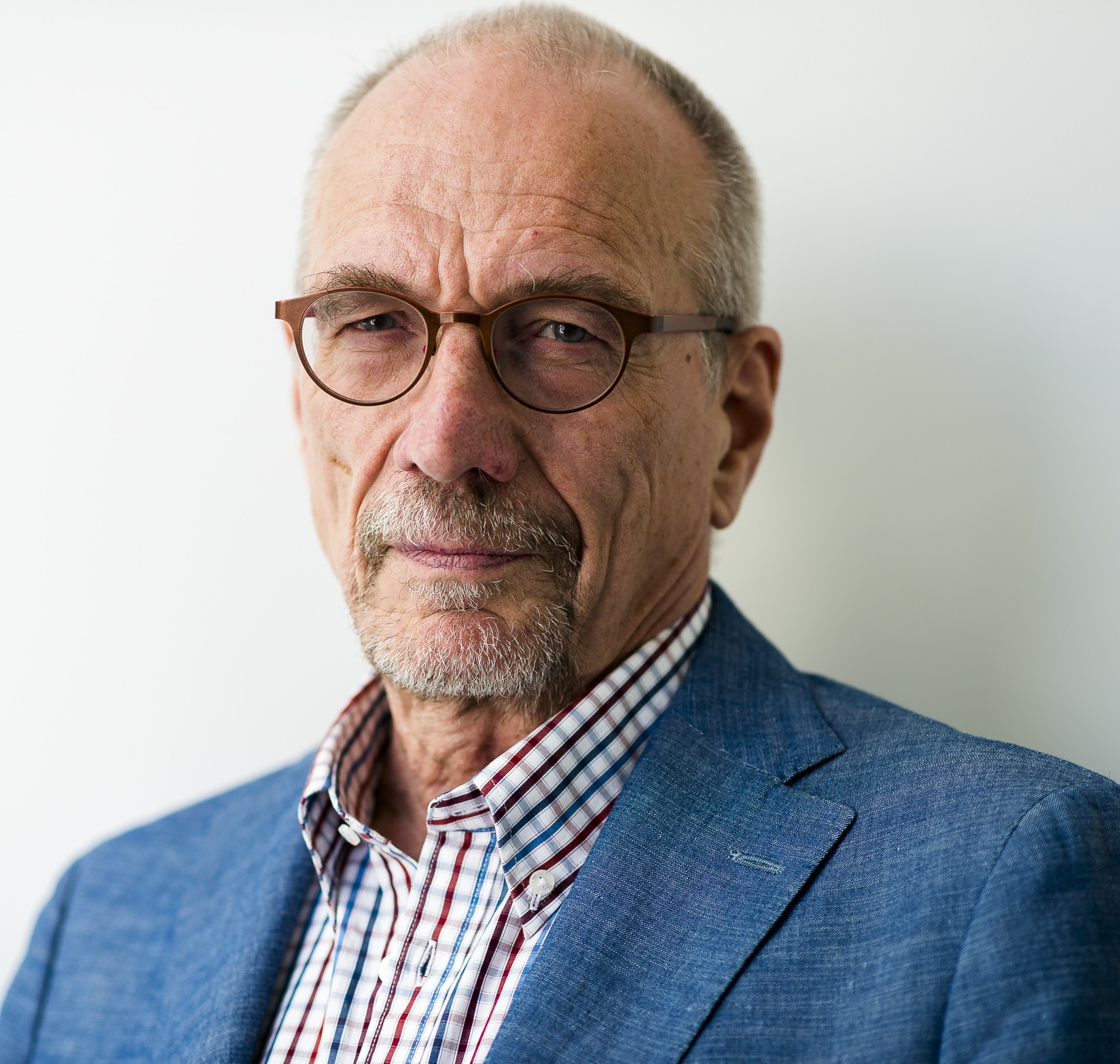
托瓦兹于2017年

尼爾斯·托瓦茲（瑞典語：Nils Torvalds；1945年8月7日—）是芬兰的從政者，隸屬芬兰瑞典族人民党，2012年成為歐洲議會議員。
尼爾斯·托瓦茲是Linux内核最早作者林纳斯·托瓦兹的父親。

## 從政
尼爾斯·托瓦茲在1969年至1982年期間是芬兰共产党黨員。
2007年當選芬兰瑞典族人民党第三副主席。2008年獲選入赫爾辛基市議會，任期為2009年－2012年。托瓦茲名列於2009年歐洲議會選舉瑞典族人民黨參選名單上，該黨最終取得1席，托瓦茲落選。在黨友Carl Haglund辭任歐洲議會議員後，托瓦茲於2012年7月5日接手議席。
2017年6月11日，瑞典族人民黨推舉托瓦茲參加2018年芬蘭總統選舉。托瓦茲在2018年1月28日首輪投票取得1.5%選票，在8位參選人中排名末位。